# Райчанка
Ра́йчанка (словац. Rajčanka или Rajčianka) — река в Словакии (Жилинский край и Тренчинский край), приток Вага. Бассейн Дуная. Длина составляет 47,5 километров, а площадь водосборного бассейна — около 359,06 км².
Берёт начало на северо-восточном склоне горы Стражов горного массива Стражовске-Врхи у деревни Чичманы. Высота истока — 775 м над уровнем моря. Течёт сперва в северо-восточном направлении, а возле деревни Фачков — на север Раецке-Долине между Стражовске-Врхи (на западе) и Лучанка Фатра (на востоке).
Протекает через Раец, Раецке-Теплице и Жилину. Судоходна на протяжении 32 км.
Первональное название реки было Лиетава (Lietava), позже — Жилинка (Žilinka), после основания Раец (XIV век) — Райчанка.